# Grand Prix automobile du Brésil 1998
GP précédent GP suivant
Le Grand Prix automobile du Brésil 1998 (Grande Prêmio do Brasil 1998), disputé le 29 mars 1998 sur le circuit d'Interlagos, est la 616e épreuve du championnat du monde de Formule 1 courue depuis 1950. Il s'agit de la vingt-sixième édition du Grand Prix du Brésil comptant pour le championnat du monde de Formule 1 et de la deuxième manche du championnat 1998.

## Qualifications
| Pos. | No | Pilote                | Écurie              | Temps          |
| ---- | -- | --------------------- | ------------------- | -------------- |
| 1    | 8  | Mika Häkkinen         | McLaren-Mercedes    | 1 min 17 s 092 |
| 2    | 7  | David Coulthard       | McLaren-Mercedes    | 1 min 17 s 757 |
| 3    | 2  | Heinz-Harald Frentzen | Williams-Mecachrome | 1 min 18 s 109 |
| 4    | 3  | Michael Schumacher    | Ferrari             | 1 min 18 s 250 |
| 5    | 6  | Alexander Wurz        | Benetton-Playlife   | 1 min 18 s 261 |
| 6    | 4  | Eddie Irvine          | Ferrari             | 1 min 18 s 449 |
| 7    | 5  | Giancarlo Fisichella  | Benetton-Playlife   | 1 min 18 s 652 |
| 8    | 10 | Ralf Schumacher       | Jordan-Mugen-Honda  | 1 min 18 s 735 |
| 9    | 14 | Olivier Panis         | Prost-Peugeot       | 1 min 18 s 753 |
| 10   | 1  | Jacques Villeneuve    | Williams-Mecachrome | 1 min 18 s 761 |
| 11   | 9  | Damon Hill            | Jordan-Mugen-Honda  | 1 min 18 s 988 |
| 12   | 12 | Jarno Trulli          | Prost-Peugeot       | 1 min 19 s 069 |
| 13   | 18 | Rubens Barrichello    | Stewart-Ford        | 1 min 19 s 344 |
| 14   | 15 | Johnny Herbert        | Sauber-Petronas     | 1 min 19 s 375 |
| 15   | 14 | Jean Alesi            | Sauber-Petronas     | 1 min 19 s 449 |
| 16   | 19 | Jan Magnussen         | Stewart-Ford        | 1 min 19 s 375 |
| 17   | 21 | Toranosuke Takagi     | Tyrrell-Ford        | 1 min 20 s 203 |
| 18   | 22 | Shinji Nakano         | Minardi-Ford        | 1 min 20 s 390 |
| 19   | 23 | Esteban Tuero         | Minardi-Ford        | 1 min 20 s 459 |
| 20   | 17 | Mika Salo             | Arrows              | 1 min 20 s 481 |
| 21   | 20 | Ricardo Rosset        | Tyrrell-Ford        | 1 min 20 s 748 |
| 22   | 16 | Pedro Diniz           | Arrows              | 1 min 20 s 847 |

## Classement
| Pos. | No | Pilote                | Écurie              | Tours | Temps/Abandon                      | Grille | Points |
| ---- | -- | --------------------- | ------------------- | ----- | ---------------------------------- | ------ | ------ |
| 1    | 8  | Mika Häkkinen         | McLaren-Mercedes    | 72    | 1 h 37 min 11 s 747 (190,764 km/h) | 1      | 10     |
| 2    | 7  | David Coulthard       | McLaren-Mercedes    | 72    | + 1 s 102                          | 2      | 6      |
| 3    | 3  | Michael Schumacher    | Ferrari             | 72    | + 1 min 00 s 550                   | 4      | 4      |
| 4    | 6  | Alexander Wurz        | Benetton-Playlife   | 72    | + 1 min 07 s 453                   | 5      | 3      |
| 5    | 2  | Heinz-Harald Frentzen | Williams-Mecachrome | 71    | + 1 tour                           | 3      | 2      |
| 6    | 5  | Giancarlo Fisichella  | Benetton-Playlife   | 71    | + 1 tour                           | 7      | 1      |
| 7    | 1  | Jacques Villeneuve    | Williams-Mecachrome | 71    | + 1 tour                           | 10     |        |
| 8    | 4  | Eddie Irvine          | Ferrari             | 71    | + 1 tour                           | 6      |        |
| 9    | 14 | Jean Alesi            | Sauber-Petronas     | 71    | + 1 tour                           | 15     |        |
| Dsq. | 9  | Damon Hill            | Jordan-Mugen-Honda  | 70    | Disqualifié                        | 11     |        |
| 10   | 19 | Jan Magnussen         | Stewart-Ford        | 70    | + 2 tours                          | 16     |        |
| 11   | 15 | Johnny Herbert        | Sauber-Petronas     | 67    | Problème physique                  | 14     |        |
| Abd. | 11 | Olivier Panis         | Prost-Peugeot       | 63    | Boîte de vitesses                  | 9      |        |
| Abd. | 18 | Rubens Barrichello    | Stewart-Ford        | 56    | Boîte de vitesses                  | 13     |        |
| Abd. | 20 | Ricardo Rosset        | Tyrrell-Ford        | 52    | Boîte de vitesses                  | 21     |        |
| Abd. | 23 | Esteban Tuero         | Minardi-Ford        | 44    | Accélérateur                       | 19     |        |
| Abd. | 16 | Pedro Diniz           | Arrows              | 26    | Boîte de vitesses                  | 22     |        |
| Abd. | 21 | Toranosuke Takagi     | Tyrrell-Ford        | 19    | Moteur                             | 17     |        |
| Abd. | 17 | Mika Salo             | Arrows              | 18    | Moteur                             | 20     |        |
| Abd. | 12 | Jarno Trulli          | Prost-Peugeot       | 17    | Pompe à essence                    | 12     |        |
| Abd. | 22 | Shinji Nakano         | Minardi-Ford        | 3     | Sortie de piste                    | 18     |        |
| Abd. | 10 | Ralf Schumacher       | Jordan-Mugen-Honda  | 0     | Sortie de piste                    | 8      |        |

## Pole position et record du tour
- Pole position : Mika Häkkinen en 1 min 17 s 092 (vitesse moyenne : 200,425 km/h).
- Meilleur tour en course : Mika Häkkinen en 1 min 19 s 337 au 64e tour (vitesse moyenne : 194,754 km/h).

## Tours en tête
- Mika Häkkinen : 72 (1-72)

## Classements généraux à l'issue de la course
| Pos. | Pilote                | Écurie              | Points |
| ---- | --------------------- | ------------------- | ------ |
| 1    | Mika Häkkinen         | McLaren-Mercedes    | 20     |
| 2    | David Coulthard       | McLaren-Mercedes    | 12     |
| 3    | Heinz-Harald Frentzen | Williams-Mecachrome | 6      |
| 4    | Michael Schumacher    | Ferrari             | 4      |
| 5    | Eddie Irvine          | Ferrari             | 3      |
| 6    | Alexander Wurz        | Benetton-Playlife   | 3      |
| 7    | Jacques Villeneuve    | Williams-Mecachrome | 2      |
| 8    | Johnny Herbert        | Sauber-Petronas     | 1      |
| 9    | Giancarlo Fisichella  | Benetton-Playlife   | 1      |

| Pos. | Écurie              | Points |
| ---- | ------------------- | ------ |
| 1    | McLaren-Mercedes    | 32     |
| 2    | Williams-Mecachrome | 8      |
| 3    | Ferrari             | 7      |
| 4    | Benetton-Playlife   | 4      |
| 5    | Sauber-Petronas     | 1      |

## Statistiques
- 3e victoire pour Mika Häkkinen.
- 109e victoire pour McLaren en tant que constructeur.
- 14e victoire pour Mercedes en tant que motoriste.
- Damon Hill est disqualifié car sa monoplace présente un poids inférieur au règlement.